# Chloraeeae
Chloraeeae é uma subtribo de orquídeas (família Orchidaceae), composta apenas por espécies terrestres, divididas por 4 gêneros contando 76 espécies no total .
Caracteriza-se por plantas de raízes fasciculadas carnosas não tuberosas, sem rizoma, cujas flores não apresentam viscídio.

## Distribuição
As orquídeas pertencentes a esta subfamília estão presentes em três regiões distintas, em todo o Chile estendendo-se pela Terra do Fogo chegando até as Ilhas Malvinas;  sul do Brasil, Uruguai e oeste da Argentina; e Peru e ao leste dos Andes bolívianos.

## Taxonomia
A presente classificação divide Chloraeeae em apenas quatro gêneros, os três primeiros existentes no Brasil:.
- Bipinnula  Jussieu
- Chloraea  Lindley
- Geoblasta  Barbosa Rodrigues
- Gavilea Poepp.